# Mönkloh
Mönkloh là một đô thị ở huyện Segeberg, bang Schleswig-Holstein Segeberg, ở bang Schleswig-Holstein, Đức. Đô thị Mönkloh có diện tích 12,52 km², dân số thời điểm ngày 31 tháng 12 năm 2006 là 262 người.